# Томас Ейкърс
Томас Дейл Ейкърс (на английски: Thomas Dale Akers) е американски астронавт, участник в четири космически полета.

## Образование
Томас Ейкърс завършва университета на Мисури с бакалавърска степен по приложна математика през 1973 г. В същото висше учебно заведение получава магистърска степен по същата специалност през 1975 г.

## Военна кариера
Томас Ейкърс започва военната си служба през 1979 г. Работи като полетен тест инженер в различни програми до 1987 г. След като напуска НАСА през 1997 г. се завръща в USAF. През 1999 г. се пенсионира с чин полковник.

## Служба в НАСА
Томас Ейкърс е избран за астронавт от НАСА на 5 юни 1987 г., Астронавтска група №12. Той взима участие в четири космически полета и има повече от 29 часа извънкорабна дейност.

### Полети
| Космически полети на Томас Дейл Ейкърс           | Космически полети на Томас Дейл Ейкърс | Космически полети на Томас Дейл Ейкърс | Космически полети на Томас Дейл Ейкърс | Космически полети на Томас Дейл Ейкърс | Космически полети на Томас Дейл Ейкърс | Космически полети на Томас Дейл Ейкърс |
| №                                                | Дата                                   | КК                                     | Емблема на мисията                     | Функции                                | Продължителност                        |                                        |
| ------------------------------------------------ | -------------------------------------- | -------------------------------------- | -------------------------------------- | -------------------------------------- | -------------------------------------- | -------------------------------------- |
| 1                                                | 6 октомври 1990                        | „Дискавъри“, мисия STS-41              |                                        | Специалист на мисията                  | 4 денонощия 02 часа 10 мин. 04 сек.    |                                        |
| 2                                                | 7 май 1992                             | „Индевър“, мисия STS-49                |                                        | Специалист на мисията                  | 8 денонощия 21 часа 17 мин. 38 сек.    |                                        |
| 3                                                | 2 декември 1993                        | „Индевър“, мисия STS-61                |                                        | Специалист на мисията                  | 10 денонощия 19 часа 58 мин. 37 сек.   |                                        |
| 4                                                | 16 септември 1996                      | „Атлантис“, мисия STS-79               |                                        | Специалист на мисията                  | 10 денонощия 03 часа 19 мин. 28 сек.   |                                        |
| Сумарно време в космоса – 33 дни 22 часа 44 мин. |                                        |                                        |                                        |                                        |                                        |                                        |

## Награди
- Медал за отлична служба;
- Легион за заслуги;
- Медал за похвална служба;
- Медал за похвалана служба на USAF;
- Медал за похвала на USAF;
- Медал за заслуги на USAF;
- Медал на НАСА за изключителна служба;
- Медал на НАСА за изключителни заслуги;
- Медал на НАСА за участие в космически полет (4).